# Awitochol
Awitochol lub Awitochoł (bg. Авитохол) - legendarny protobułgarski władca.
Badacze identyfikują go na ogół z Attylą lub biblijnym Achitofelem.
Jest wymieniony w Imienniku chanów protobułgarskich, który genealogię pierwszych władców protobułgarskich (ród Dulo) wywodzi właśnie od niego. Drugie miejsce zajmuje w nim jego syn Irnik, przypuszczalnie jeden z synów Attyli: Ernak (Hernak), który po rozpadzie imperium huńskiego stanął na czele części plemion i osiedlił się na południe od Dunaju, w dzisiejszej północnej Dobrudży, tam gdzie dwieście lat później osiedlili się Protobułgarzy chana Asparucha, prawdopodobnie zastając na tym terenie potomków Hunów.